# Eulechria aclina
Eulechria aclina is een vlinder uit de familie van de sikkelmotten (Oecophoridae). De wetenschappelijke naam van de soort werd in 1932 gepubliceerd door Alfred Jefferis Turner.